# Kujnik (żupania brodzko-posawska)
Kujnik – wieś w Chorwacji, w żupanii brodzko-posawskiej, w gminie Oriovac. W 2011 roku liczyła 310 mieszkańców.